# 三宅之功
三宅 之功（みやけ しこう）は、日本の彫刻家、造形作家。

## 経歴
- 1976年 - 大阪府生まれ[1]
- 1999年 - KAJIMA彫刻コンクール 模型入選[2]
- 2000年 - 2000京展　京展賞　受賞　京都市美術館[3]
- 2000年 - 京都造形芸術大学 大学院 修士課程修了
- 2002年 - 第7回 KAJIMA彫刻コンクール 模型入選
- 2003年 - ギャラリープチフォルム 個展

- 2013年 - 第25回 UBEビエンナーレ 下関市立美術館賞受賞
- 2014年 - 新居浜駅前 人の広場モニュメント 最終選考
- 2015年 - 第26回 UBEビエンナーレ優秀模型作品展

- 2017年 - 第15回 KAJIMA彫刻コンクール 模型入選
- 2019年 - 第28回 UBEビエンナーレ大賞　宇部市賞受賞

## 作家活動・作風
京都造形芸術大学在学時より各展覧会で賞を受賞し、彫刻家として制作をする。
兵庫県三田市 にアトリエを構え、彫刻 をはじめモニュメントや環境芸術等、芸術の分野で多彩な活動を行っている。
平成19年には、兵庫県洲本市にモニュメント「くにうみの刻」を制作。
幅18m、高さ5.4mの大きさで、ステンレスと大理石でできている 。